# دیوید کرازبی
دیوید کرازبی (انگلیسی: David Crosby؛ ۱۴ اوت ۱۹۴۱ – ۱۹ ژانویهٔ ۲۰۲۳) موسیقی‌دان اهل ایالات متحده آمریکا بود. وی از سال ۱۹۶۴ تا ۲۰۲۳ مشغول فعالیت بود.